# Ferris Wheel on Fire
Ferris Wheel on Fire är den andra EP:n av det amerikanska indierockbandet Neutral Milk Hotel, utgiven 2011 som en del av bandets Walking Wall of Words-samlingspaket.

## Låtlista
1. "Oh Sister" - 3:36
2. "Ferris Wheel on Fire" - 3:46
3. "Home" - 2:04
4. "April 8th" - 2:32
5. "I Will Bury You In Time" - 2:12
6. "Engine" - 2:55
7. "A Baby For Pree/Glow Into You" - 2:46
8. "My Dreamgirl Don't Exist" - 3:51

## Medverkande
- Jeff Mangum - gitarr, sång, albumdesign, kollage på albumets baksida
- Robert Schneider - melodica
- Julian Koster - singing saw
- Craig Morris - ljudtekniker
- Veronica Trow - produktion (exec.)
- Marke Ohe - albumdesign, kollage på albumets baksida